# Bronislav Firla
Bronislav Firla (též Bronisław) (15. června 1924, Horní Suchá – 16. prosince 2019) byl český architekt, malíř a voják v německé a posléze polské armádě.

## Život
Nejdříve se s rodinou vydali směr východ, později jeho otec uvěřil, že německá okupace bude lepší jak ta sovětská. Vůbec neměli tušení co se už děje na Těšínsku, kde již docházelo k deportacím židovského obyvatelstva. Pracoval v potravinářském průmyslu v Bludovicích a přitom dálkově studoval školu umění v Praze. S rodinou podepsali prohlášení k německé národnosti (Volksliste). Spolu s bratrem jako další občané z Těšínska, narukovali do Wehrmachtu v roce 1943. Byl členem kulometného hnízda a nosil munici. Od začátku plánoval útěk, to se nakonec podařilo v roce 1944 v Itálii. Vzdal se, prošel zajetím a přihlásil do „západní" polské armády pod velením Wladyslava Anderse a studium pro telegrafisty v Anglii. Dokončil maturitu a nastoupil do důstojnické školy, konec války zažil v Itálii.  V té době věděl již o Katyni a vztahu Sovětů vůči Polákům a otálel se svým návratem zpět.  Nakonec se vydal do Anglie, do polského Gdaňsku  a přes celé Polsko zpět do Horní Suché v roce 1947. Jeho studia v Itálii byly pro Referát  školství v Ostravě pod vlivem komunistů podezřelé a získaná maturita mu nebyla uznána. Proto odmítl vstoupit do komunistické strany, aby získal výhody plynoucí z členství, rozhodl se pro studium v sousedním státě.
Šel studovat architekturu do polské Vratislavi a po třech letech nastoupil do Brna na techniku. Pracoval v podniku Stavoprojekt a navrhl řadu budov na Ostravsku (obytné budovy v Havířově,  kino Luna, sídliště v Ostravě - Zábřehu, velký lázeňský komplex v Jeseníku). Některé jeho návrhy nebyly realizovány nebo byly přisvojeny jinými. Je otcem návrhu národního památníku v Hrabyni věnující se připomenutí Ostravské operace, ale jakmile vyšlo najevo, že byl ve Wehrmachtu, v polské armádě, bylo tehdejšími soudruhy rozhodnuto, že takový člověk se nemůže podílet na významné stavbě, která byla ostře sledována  tehdejším komunistickým vedením, proto byl z projektu odvolán.
Několikrát měl příležitost emigrovat a dokonce v roce 1968 byl během invaze vojsk Varšavské smlouvy ve Švýcarsku. Miloval rodné Těšínsko a nechtěl nechat staré rodiče trpět, jelikož jeho bratr zemřel ve válce. Rozhodl se trpět v nesvobodné zemi, jako jiní spoluobčané.  Bronislaw Firla zemřel 16. prosince 2019.

## Galerie

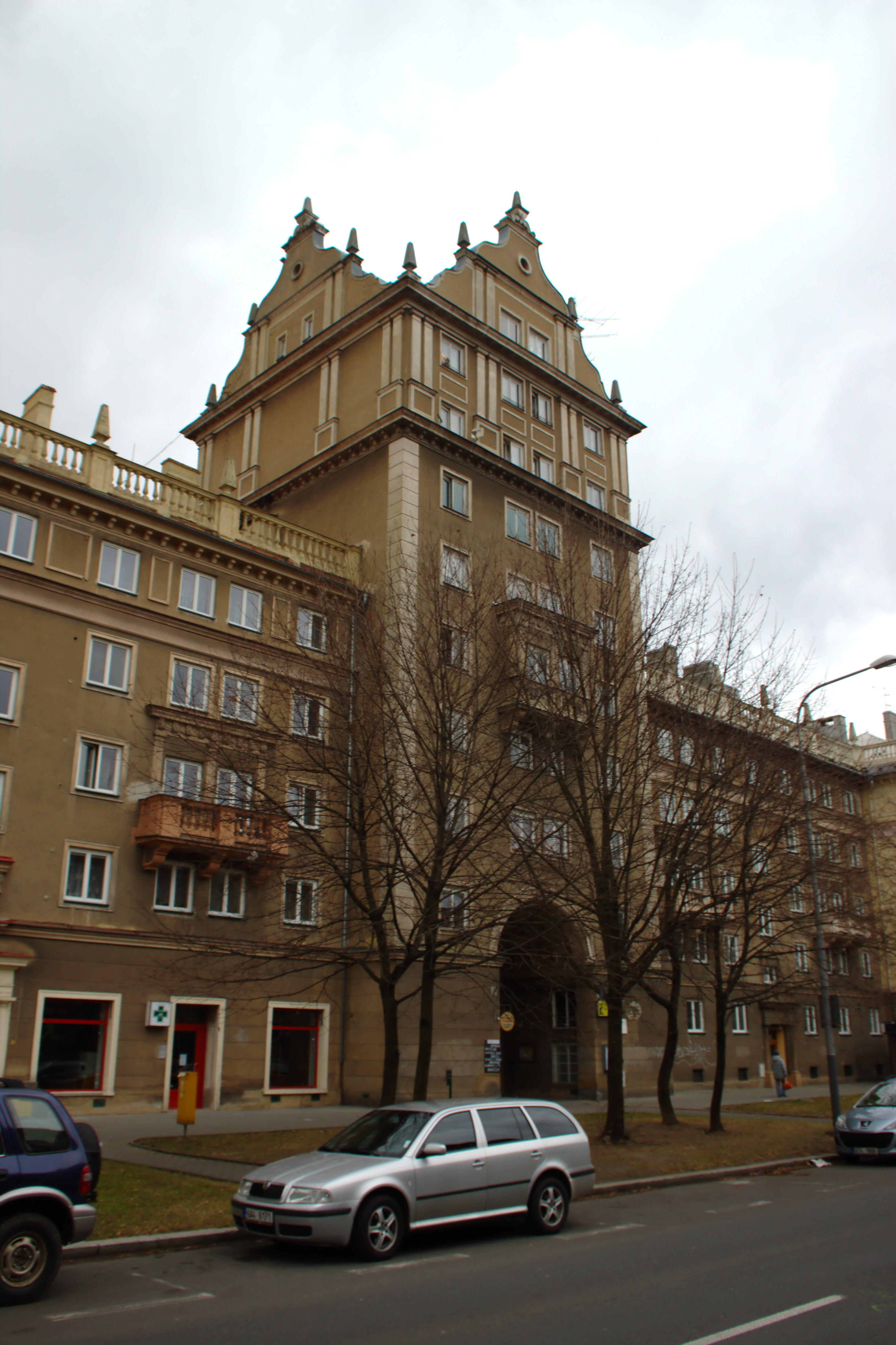
Věžičky v Ostravě-Porubě (spolu s B. Jelčaninovem)
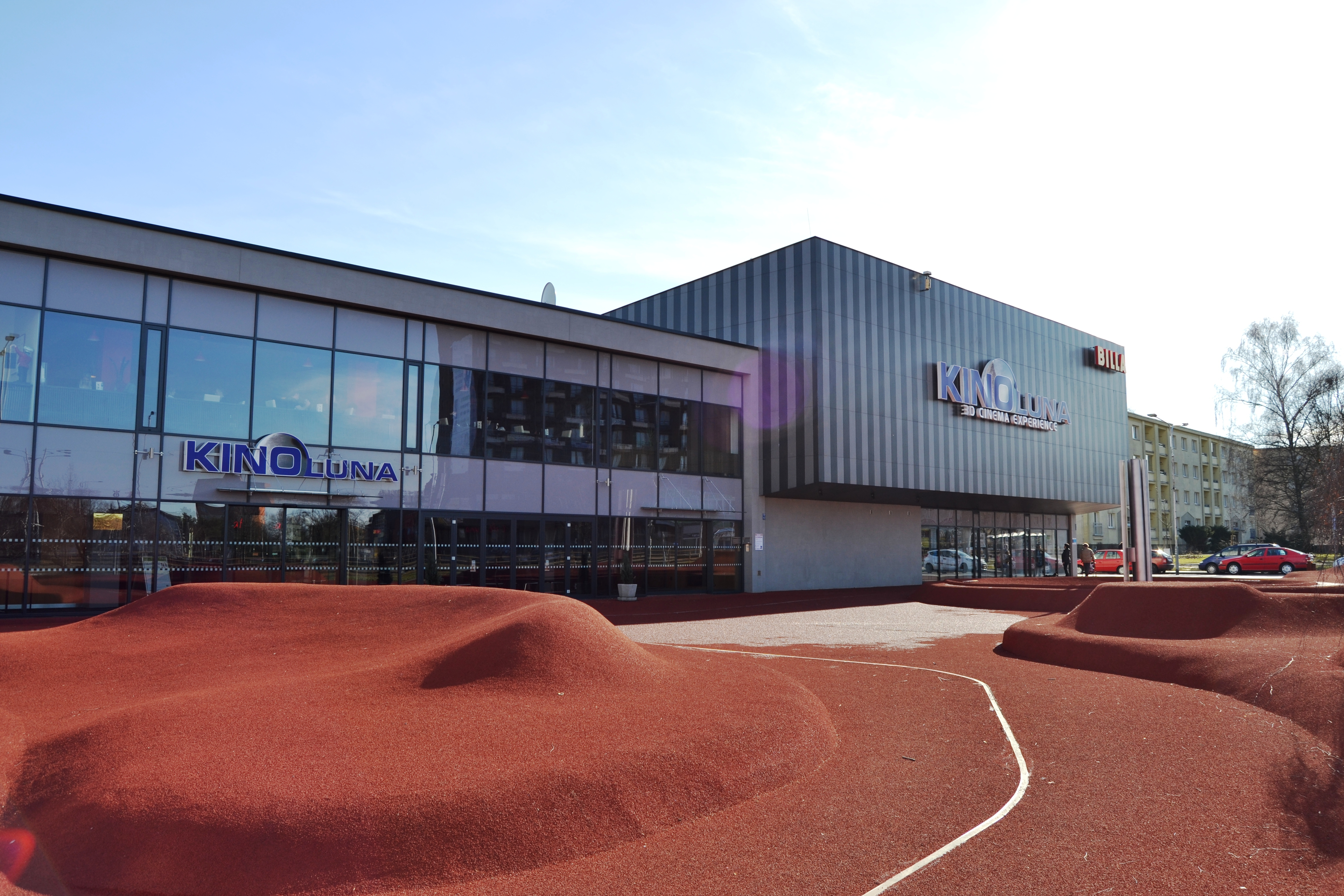
Kino Luna v Ostravě
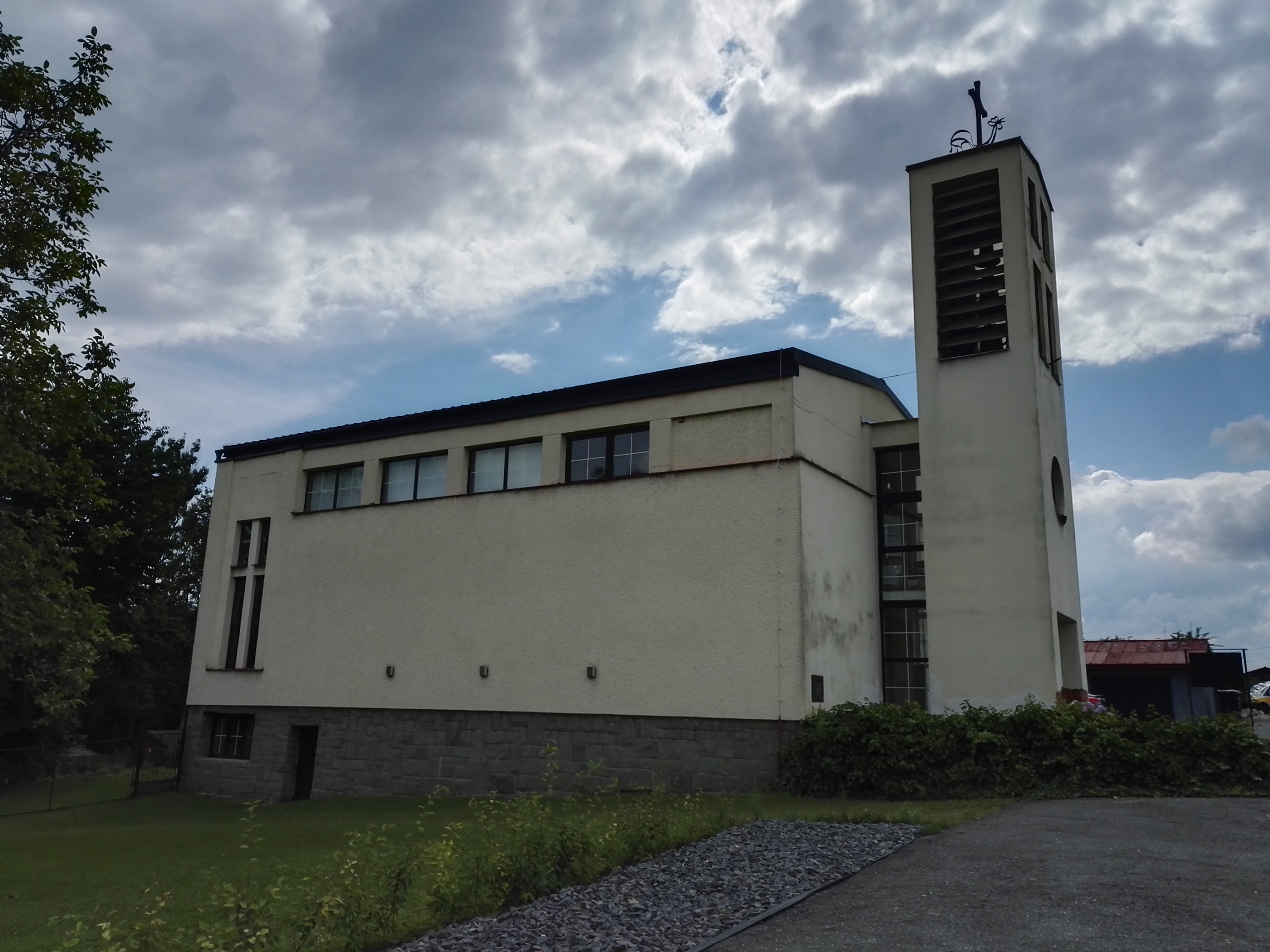
Evangelický kostel v Těrlicku
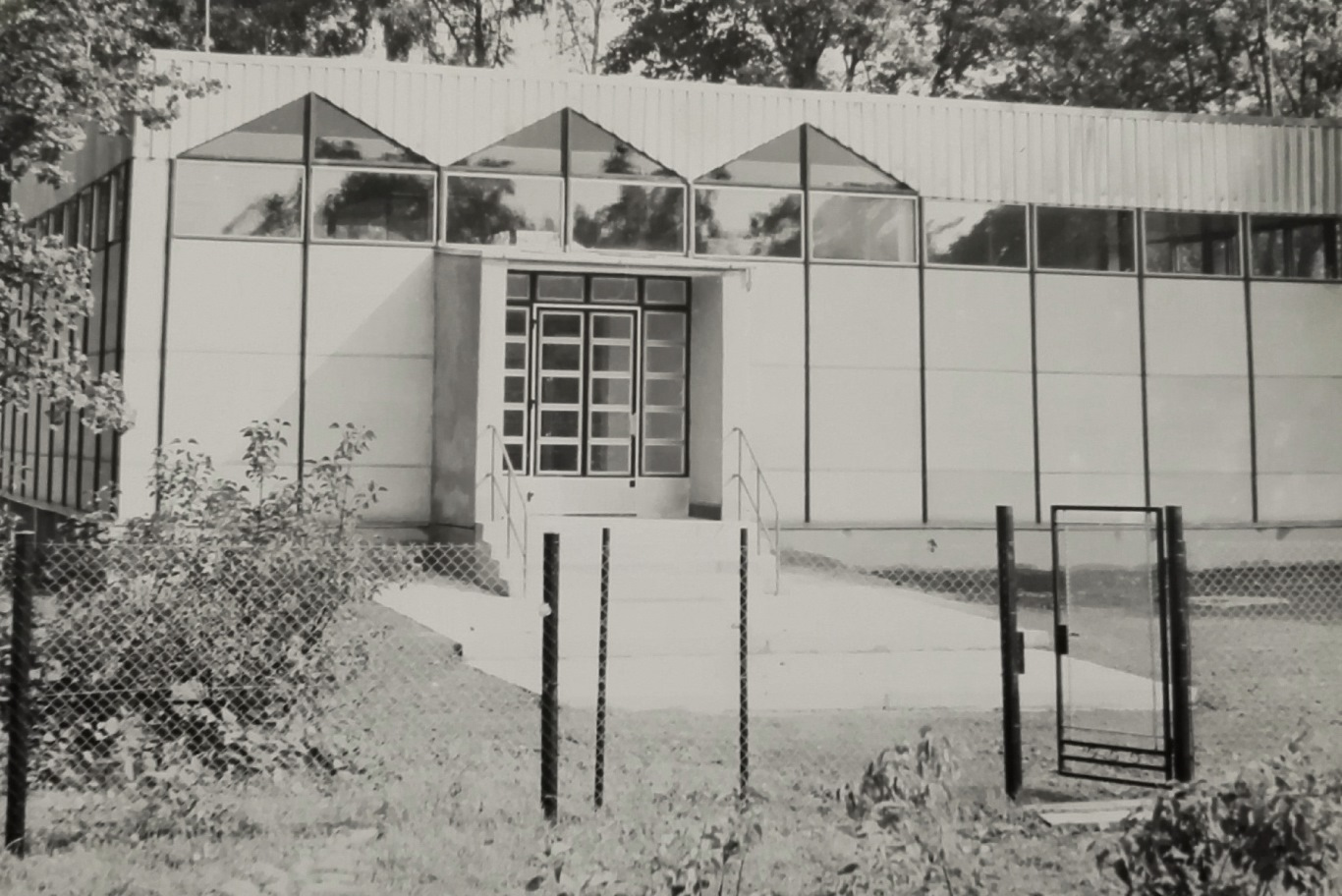
Evangelická modlitebna v Karviné-Dolech (zaniklá)
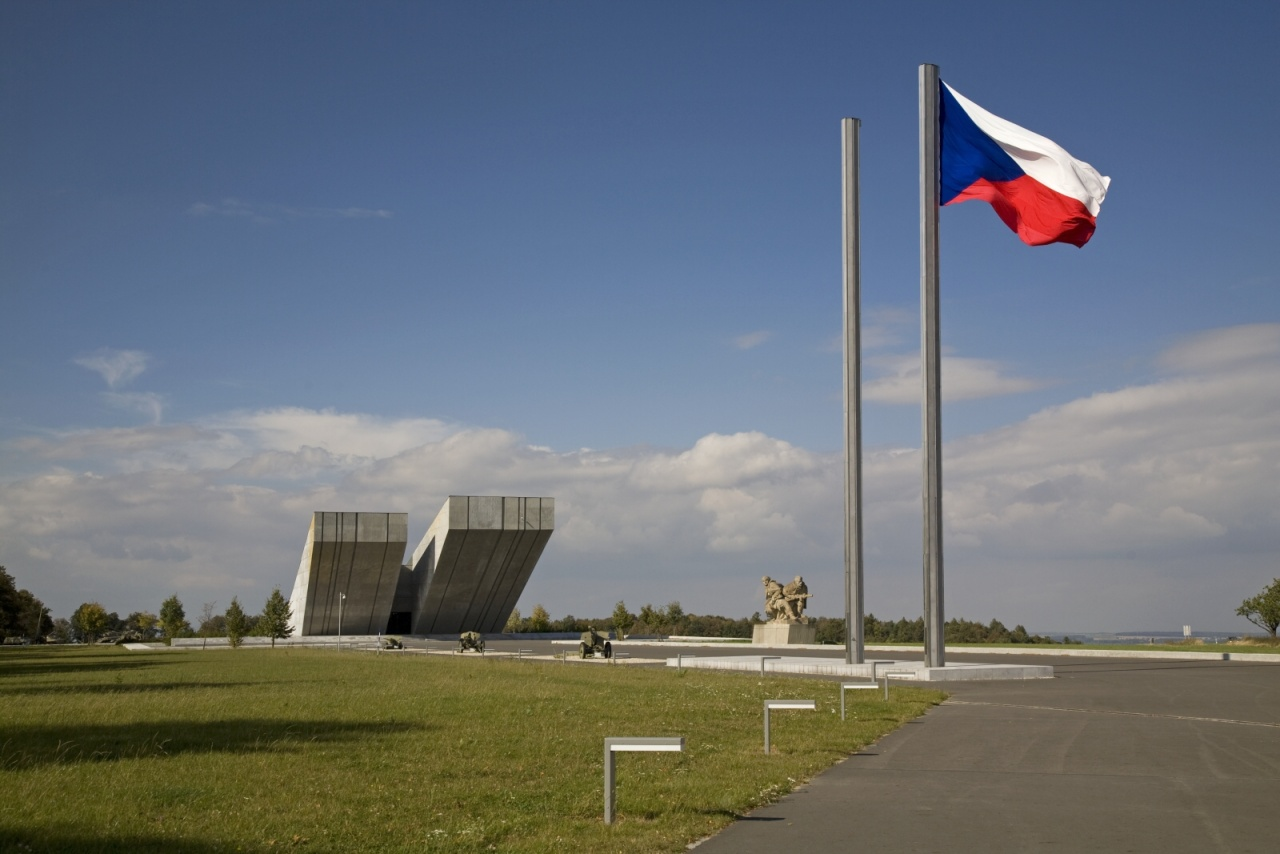
Národní památník v Hrabyni, jehož autorem je Bronislav Firla